# Paradinocephalus collarti
Paradinocephalus collarti là một loài bọ cánh cứng trong họ Cerambycidae.